# Xestocephalus ancorifer
Xestocephalus ancorifer är en insektsart som beskrevs av Rauno E. Linnavuori 1959. Xestocephalus ancorifer ingår i släktet Xestocephalus och familjen dvärgstritar. Inga underarter finns listade i Catalogue of Life.